# Just Lose It
"Just Lose It"은 미국의 힙합 가수 에미넴의 노래이다. 4집 Encore에 수록되어 있으며, 팝의 전설 마이클 잭슨, 마돈나 등을 까는 내용이 들어가 있어 많은 비난을 받기도 한 곡이지만 빌보드 핫 100 차트에서 6위를 하는 등 좋은 성적을 낸 곡들 중 하나이다.